# Frederiksværk
Frederiksværk est une municipalité du département de Frederiksborg, au nord est de l'île de Sjælland au Danemark. Aujourd'hui elle fait partie de la municipalité Halsnæs dans la region Hovedstaden.